# Sergio Mattarella
Sergio Mattarella [sèrdžo mattarèlla], italijanski odvetnik in sodnik, predsednik Italije, 23. julij 1941, Palermo, Sicilija.
Krščansko-levičarski politik Mattarella je bil vodilni član stranke Democrazia Cristiana od zgodnjih osemdesetih let dvajsetega stoletja do njenega razpada. Od leta 1987 do 1989 je bil minister za parlamentarne odnose in minister za izobraževanje med letoma 1989 in 1990. Leta 1994 je bil med ustanovitelji Italijanske ljudske stranke (PPI), med letoma 1998 in 1999 pa podpredsednik vlade Italije, in minister za obrambo od 1999 do 2001. Stranki La Margherita se je pridružil leta 2002 in bil eden od ustanoviteljev Demokratske stranke (PD) leta 2007. Zapustil jo je, ko se je leta 2008 politično upokojil. Med letoma 2011 in 2015 je bil ustavni sodnik 2011 do 2015.
31. januarja 2015 je bil Mattarella na četrtem glasovanju izvoljen na mesto predsednika države, podprla pa ga je levosredinska koalicijska večina, ki jo vodijo PD in sredinske stranke. Za drugi mandat je bil ponovno izvoljen 29. januarja 2022, s čimer je postal drugi ponovno izvoljen italijanski predsednik, prvi je bil njegov predhodnik Giorgio Napolitano. Od leta 2022 so pod njegovim predsedovanjem delovali štirje premierji, med njimi Matteo Renzi, tedanji vodja PD in glavni podpornik njegove predsedniške kandidature, Paolo Gentiloni, vodilni član PD, ki je Renzija nasledil po njegovem odstopu leta 2016. ,[5] Giuseppe Conte, takrat neodvisni politik, ki je vladal tako z desnimi kot levimi koalicijami v dveh zaporednih vladah, in Mario Draghi, bankir in nekdanji predsednik Evropske centralne banke, ki ga je Mattarella imenoval za vodenje vlade narodne enotnosti po Contejevem odstopu.

## Mladost
Mattarella se je rodil v Palermu v ugledni sicilijanski družini. Njegov oče Bernardo Mattarella je bil antifašist, ki je skupaj z Alcidejem De Gasperijem in drugimi vidnimi katoliškimi politiki ustanovil Krščansko demokracijo (DC), ki je prevladovala na italijanski politični sceni skoraj petdeset let, Bernardo je bil večkrat tudi minister. Njegova mati Maria Buccellato je izhajala iz družine Trapani iz višjega srednjega razreda.
V mladosti se je Sergio Mattarella zaradi očetove politične službe preselil v Rim. Tam je postal član Katoliške akcije (AC), velikega katoliškega laičnega združenja, in bil med letoma 1961 in 1964 regionalni predsednik za Lazio. Po tem, ko je obiskoval Istituto San Leone Magno, klasični licej (liceo classico) v Rimu je študiral pravo na rimski univerzi Sapienza, kjer se je pridružil Italijanski katoliški federaciji univerzitetnih študentov.

## Politično delovanje
Je politik katoliške levice. Med letoma 1987 in 1989 je bil minister za parlamentarne odnose, minister za javno šolstvo od 1989 do 1990, podpredsednik vlade Italije od 1998 do 1999 in minister za obrambo od 1999 do 2001. Leta 2011 je bil za sodnika na ustavnem sodišču. 31. januarja 2015 je bil Mattarella na četrtem glasovanju izvoljen za predsednika Italijanske republike, ki ga je podprla široka sredinska in levosredinska večina, ki jo je vodila Demokratska stranka (PD).

### Predsedovanje
Do leta 2022 so pod Mattarellovim predsedovanjem delovali štirje ministrski predsedniki: Matteo Renzi, takrat vodja PD in glavni podpornik Mattarellove kandidature, Paolo Gentiloni, vodilni član Demokratske stranke, ki je nasledil Renzija po njegovem odstopu leta 2016, Giuseppe Conte, neodvisni politik, ki je vladal tako z desnimi kot levimi koalicijami v dveh zaporednih vladah, nazadnje pa tudi Mario Draghi, bankir in nekdanji predsednik Evropske centralne banke. Slednjemu je Mattarella naložil vodenje vlade narodne enotnosti po Contejevem odstopu. Ob koncu prvega mandata se sprva za ponovno izvolitev ni odločil. Na prigovarjanje pa je v ponovno izvolitev za predsednika republike privolil 29. januarja 2020, po sedmih neuspešnih krogih iskanja njegovega naslednika in bil istega dne tudi izvoljen.

#### Odnos do Slovenije in Slovencev v Italiji
13. julija 2020 sta s slovenskim predsednikom Borutom Pahorjem položila vence k bazoviškim junakom in bazoviškem šohtu, skupaj sta se udeležila tudi vrnitve Narodnega doma v Trstu slovenski narodni skupnosti. Skupaj sta podprla tudi dodelitev naziva Evropska prestolnica kulture Gorici in Novi Gorici. Ob izteku prvega predsedniškega mandata se mu je Slovenska kulturno-gospodarska zveza zahvalila za njegovo vlogo pri gradnji medsebojnega spoštovanja in utrditvi ugleda države. 21. oktobra 2021 mu je bil podeljen red za izredne zasluge Republike Slovenije.
Ob ponovni izvolitvi na mesto predsednika Italijanske republike je Mattarella Boruta Pahorja povabil na zasebno večerjo v predsedniško palačo.

## Osebno življenje
Mattarella je bil poročen z Mariso Chiazzese, hčerko Laura Chiazzeseja, profesorja rimskega prava in rektorja univerze v Palermu. Njegova žena je umrla leta 2012. Ima tri otroke: Bernardo Giorgio (rojen 1968), Laura (1968) in Francesco (1973). Njegovega brata Piersantija Mattarella je leta 1980 na Siciliji umorila Cosa Nostra, medtem, ko je bil predsednik regionalne vlade Sicilije. Drugi brat, Antonio Mattarella, je bil med letoma 2005 in 2017 generalni direktor oddelka za investicijsko bančništvo pri Goldman Sachsu. Njegova hči Laura je delovala kot de facto prva dama in spremljala svojega očeta na uradnih potovanjih zunaj Italije.

## Odlikovanja

### Italijanska odlikovanja
- Italija: Vodja in veliki križ z ovratnikom Reda za zasluge Italijanske republike (3. februar 2015)
- Italija: Vodja Vojaškega reda Italije (3. februar 2015)
- Italija: Vodja Reda za zasluge za delo (3. februar 2015)
- Italija: Vodja Reda zvezde Italije (3. februar 2015)
- Italija: Prejemnik Italijanskega reda za zasluge za kulturo in umetnost (27. december 1991)

### Tuja odlikovanja
- Alžirija: Ovratnik Državnega reda za zasluge (6. november 2021)[33]
- Argentina: Ovratnik Reda Osvoboditelja general Sveti Martin (8. maj 2017)[34]
- Armenija: Grand Cross of the Order of Glory (30. julij 2018)[35]
- Avstrija: Grand Star of the Decoration of Honour for Services to the Republic of Austria (1. julij 2019)
- Azerbajdžan: Heydar Aliyev Order (18. julij 2018)[36]
- Belgija: Grand Cordon of the Order of Leopold (1. december 2021)[37]
- Bolgarija: Grand Cross of the Order of the Balkan Mountains (12. september 2016)
- Kambodža: Grand Cross of the Cameroon Order of Valour (11. marec 2016)[38]
- Estonija: Ovratnik Order of the Cross of Terra Mariana (2. julij 2018)[39]
- Finska: Grand cross with Collar of the Order of the White Rose (27. september 2017)[40][41]
- Francija: Grand Cross of the Order of the Legion of Honour (5. julij 2021)[42]
- Nemčija: Grand Cross Special Class of the Order of Merit of the Federal Republic of Germany (19. september 2019)[43]
- Grčija: Veliki križ Reda Odrešenika (26. november 2015)[44]
- Latvija: Commander Grand Cross with Chain of the Order of the Three Stars (29. junij 2018)[45][46]
- Litva: Veliki križ z zlato verigo Reda Vitautasa Velikega (5. julij 2018)[47]
- Malta: Honorary Companions of Honour with Collar of the National Order of Merit (13. september 2017)[48]
- Mehika: Ovratnik Order of the Aztec Eagle (4. julij 2016)[49]
- Nizozemska: Grand Cross of the Order of the Netherlands Lion (20. junij 2017)[50]
- Norveška: Grand Cross of the Order of Saint Olav (6. april 2016)[51]
- Portugalska: Veliki ovratnik Reda svobode (6. december 2017)[52]
- Romunija: Ovratnik Order of the Star of Romania (11. junij 2016)[53]
- San Marino: Ovratnik Reda San Marina (5. oktober 2021)
- Slovenija: Član Reda za izredne zasluge (21. oktober 2021)[54]
- Suvereni malteški viteški red: Ovratnik Reda pro Merito Melitensi (27. oktober 2016)[55]
- Španija: Ovratnik Red Izabele Katoliške (8. november 2021)[56][57]
- Švedska: Vitez Kraljevega reda Serafimov (13. november 2018)[58]
- Združeno kraljestvo: Častni vitez poveljnik Reda britanskega imperija (kot Minister za obrambo)  (16. oktober 2000)
- Vatikan: Ovratnik Reda papeža Pija IX. (17. april 2015)[59]